# Camopi
Camopi ist eine französische Gemeinde im Übersee-Département Französisch-Guayana in Südamerika.

## Bevölkerung
Bevölkerungsmäßig gehört Camopi mit 2168 Einwohnern (1. Januar 2022) zu den kleineren Gemeinden von Französisch-Guayana. Ein Teil der Bevölkerung von Camopi gehört zum Stamm der Wayapi, welcher jedoch stark vom Aussterben bedroht ist.

## Geographie
Camopi liegt im Südosten von Französisch-Guayana im nördlichen Südamerika. Mit 10.030 km² ist Camopi die flächenmäßig drittgrößte Gemeinde von Frankreich. Das Gemeindegebiet umfasst einen Teil des Berglandes von Guayana. Camopi liegt am Fluss Oyapock, welcher auch die östliche Grenze der Gemeinde bildet. Camopi grenzt an Saint-Georges, Régina und Maripasoula sowie an Brasilien.